# WWE Worlds Collide
WWE Worlds Collide – gala profesjonalnego wrestlingu, promowana przez federację WWE. Jest to gala, która odbywa się dla brandów NXT i NXT UK.

## Produkcja
Każda gala Worlds Collide oferuje walki profesjonalnego wrestlingu z udziałem wrestlerów należących do brandów Raw i SmackDown. Oskryptowane rywalizacje (storyline’y) kreowane są podczas cotygodniowych gal NXT, NXT UK. Wrestlerzy są przedstawieni jako heele (negatywni, źli zawodnicy i najczęściej wrogowie publiki) i face’owie (pozytywni, dobrzy i najczęściej ulubieńcy publiki), którzy rywalizują pomiędzy sobą w seriach walk mających budować napięcie. Kulminacją rywalizacji jest walka wrestlerska lub ich seria.
Na początku stycznia 2019 WWE ogłosiło, że odbędzie się turniej międzybrandowy, który odbędzie się w weekend tegorocznego pay-per-view Royal Rumble i będzie transmitowany w WWE Network. Turniej był dwudniowym wydarzeniem, które odbyło się 26 i 27 stycznia w Phoenix Convention Center w Phoenix w Arizonie i wyemitowano z opóźnieniem 2 lutego. Turniej był 15-osobowy w systemie pojedynczej eliminacji, zwanego Worlds Collide Tournament, który został równo podzielony między wrestlerów z brandów NXT, NXT UK i 205 Live. Zwycięzca turnieju otrzymał przyszłą walkę o wybrane przez siebie mistrzostwo, z możliwością wyboru: NXT Championship, NXT North American Championship, WWE United Kingdom Championship oraz WWE Cruiserweight Championship (ta ostatnia opcja jest dostępna tylko wtedy, gdy zwycięzca mieścił się w limicie wagi 205 funtów).
Podczas weekendowych zapowiedzi Royal Rumble 2020, WWE ujawniło, że drugie wydarzenie Worlds Collide będzie transmitowane na żywo na WWE Network 25 stycznia 2020 roku i odbędzie się w Toyota Center w Houston w stanie Teksas, choć w przeciwieństwie do wydarzenia z poprzedniego roku, będą tylko zawodnicy NXT i NXT UK, a nie 205 Live. Również w przeciwieństwie do wydarzenia w 2019 roku, nie było turnieju Worlds Collide, w którym stawką było przyszła walka o wybrane mistrzostwo. Zamiast tego, walki karty były walkami międzybrandowymi, w których wrestlerzy z NXT zmierzyli się z tymi z NXT UK.

## Lista gal
| Gala                                                                  | Lokalizacja            | Arena                     | Walka wieczoru |
| --------------------------------------------------------------------- | ---------------------- | ------------------------- | --- |
| Worlds Collide (2019) 26—27 stycznia 2019 (wyemitowano 2 lutego 2019) | Phoenix, Arizona       | Phoenix Convention Center | Velveteen Dream vs. Tyler Bate Finał turnieju Worlds Collide |
| Worlds Collide (2020) 25 stycznia 2020                                | Houston, Teksas        | Toyota Center             | The Undisputed Era (Adam Cole, Bobby Fish, Kyle O’Reilly i Roderick Strong) vs. Imperium (Walter, Fabian Aichner, Marcel Barthel i Alexander Wolfe) Eight-man Tag Team match |
| Worlds Collide (2022) 4 września 2022                                 | WWE Performance Center | Orlando, Floryda          | Bron Breakker (NXT) vs. Tyler Bate (NXT UK) Singles match unifikujący NXT Championship i NXT United Kingdom Championship                                                     |
| Worlds Collide (2025) 7 czerwca 2025                                  | Kia Forum              | Inglewood, Kalifornia     | El Hijo del Vikingo (c) vs. Chad Gable Singles match o AAA Mega Championship                                                                                                 |
| Worlds Collide: Las Vegas 12 września 2025                            | Thomas & Mack Center   | Paradise, Nevada          | TBA |